# Oquirrh
Oquirrh és una concentració de població designada pel cens dels Estats Units a l'estat de Utah. Segons el cens del 2000 tenia 10.390 habitants.

## Demografia
Segons el cens del 2000, Oquirrh tenia 10.390 habitants, 2.683 habitatges, i 2.428 famílies. La densitat de població era de 2.292,3 habitants per km².
Dels 2.683 habitatges en un 69,3% hi vivien nens de menys de 18 anys, en un 75% hi vivien parelles casades, en un 11,2% dones solteres, i en un 9,5% no eren unitats familiars. En el 6,7% dels habitatges hi vivien persones soles el 0,7% de les quals corresponia a persones de 65 anys o més que vivien soles. El nombre mitjà de persones vivint en cada habitatge era de 3,87 i el nombre mitjà de persones que vivien en cada família era de 4,03.
Per edats la població es repartia de la següent manera: un 43% tenia menys de 18 anys, un 10,1% entre 18 i 24, un 37% entre 25 i 44, un 8,6% de 45 a 60 i un 1,3% 65 anys o més.
L'edat mediana era de 23 anys. Per cada 100 dones de 18 o més anys hi havia 95,2 homes.
La renda mediana per habitatge era de 51.199 $ i la renda mediana per família de 51.156 $. Els homes tenien una renda mediana de 36.229 $ mentre que les dones 24.270 $. La renda per capita de la població era de 14.617 $. Entorn del 3,8% de les famílies i el 5,1% de la població estaven per davall del llindar de pobresa.

## Poblacions més properes
El següent diagrama mostra les poblacions més properes.